# 翼电光贝属
翼电光贝属（学名：Pterelectroma）为莺蛤科的一个属。

## 下属物种
本属包括以下物种：
- Pterelectroma physoides (Lamarck, 1819)
- 斑马翼电光贝 Pterelectroma zebra (Reeve, 1857)